# Немяновиці
Немяновиці (пол. Niemianowice) — село в Польщі, у гміні Гузд Радомського повіту Мазовецького воєводства.
Населення — 347 осіб (2011).
У 1975-1998 роках село належало до Радомського воєводства.

## Демографія
Демографічна структура станом на 31 березня 2011 року:
|          | Загалом | Допрацездатний вік | Працездатний вік | Постпрацездатний вік |
| -------- | ------- | ------------------ | ---------------- | -------------------- |
| Чоловіки | 159     | 48                 | 102              | 9                    |
| Жінки    | 188     | 60                 | 108              | 20                   |
| Разом    | 347     | 108                | 210              | 29                   |